# Deserto che vive
Deserto che vive (The Living Desert) è un documentario del 1953 diretto da James Algar, primo lungometraggio della serie La natura e le sue meraviglie prodotta dalla Walt Disney Productions.
Nel 1954 si è aggiudicato il premio Oscar come miglior documentario ed è stato proiettato ai festival di Cannes e Berlino, dove ha ricevuto altri riconoscimenti. Nel 2000 è stato inserito tra i film conservati nel National Film Registry della Biblioteca del Congresso degli Stati Uniti in quanto giudicato di rilevante significato estetico, culturale e storico.

## Trama
Il documentario getta uno sguardo ravvicinato sulla flora e la fauna selvatica che abitano le zone desertiche degli Stati Uniti sud-occidentali, tra cui il roadrunner, il chuckwalla, la moffetta e il topo canguro. Assistiamo anche a fenomeni naturali come i geyser, inondazioni e "duelli" in cui si affrontano serpenti, insetti, aracnidi e uccelli rapaci.

## Produzione

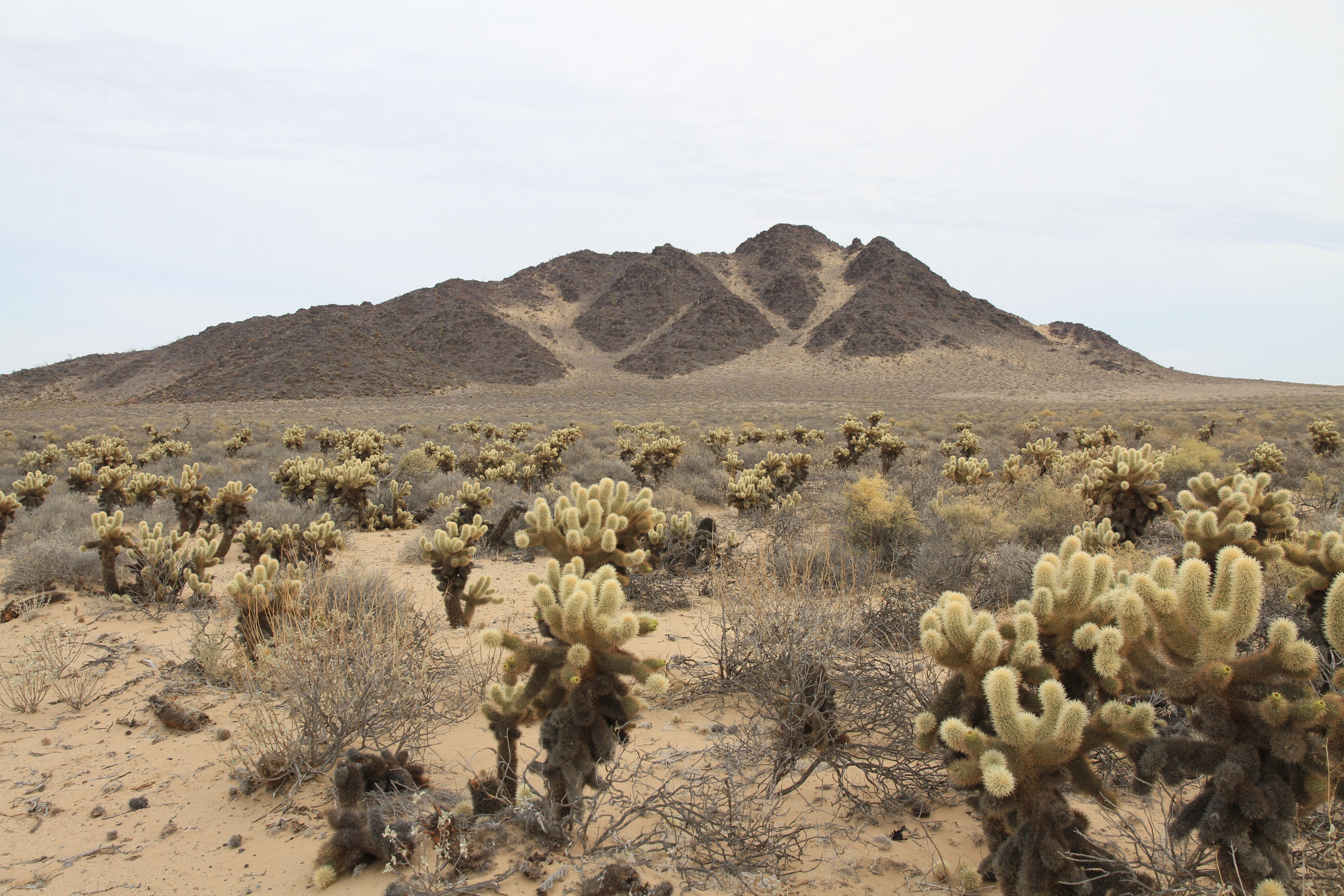
Il deserto di Sonora, luogo principale delle riprese.

Nella primavera del 1951, Paul Kenworthy era uno studente del Dipartimento di arti teatrali dell'UCLA alla ricerca di un'idea per la tesi di laurea. Ispirandosi ad un video in 8 mm girato nel suo giardino, in cui aveva ripreso la lotta tra un ragno e una mantide religiosa, decise di realizzare qualcosa di simile nel deserto di Sonora in Arizona.
Contattò quindi il fotografo Robert H. Crandall, che aveva una casa e un laboratorio vicino a Tucson, e insieme approntarono il "set" per le riprese. A giugno girarono una sequenza notturna con un rospo delle canne e un grosso coleottero e a metà estate iniziarono a lavorare alla sequenza principale: lo scontro tra una tarantola e una vespa dei Pompilidae.
Tornato a Los Angeles con il materiale sufficiente per la tesi, Kenworthy mostrò il materiale allo staff della Disney che aveva già prodotto dei cortometraggi naturalistici. Lo stesso Walt Disney fu entusiasta del risultato e fece tornare Kenworthy e Crandall nel deserto per altri tre mesi l'estate seguente per girare materiale per un lungometraggio.
Furono così realizzate tutte le sequenze presenti nel film, tranne quelle dei pipistrelli (girata da Jack C. Couffer), la riprese dei fiori in time-lapse (di Stuart V. Jewell), la rapida inondazione del fiume Colorado (di Tad Nichols) e la scena con i geyser (di Don Arlen).

## Distribuzione
Il documentario fu proiettato per la prima volta a New York il 9 novembre 1953, preceduto dal cortometraggio animato Il mio amico Beniamino. Nel 1971 venne nuovamente distribuito nei cinema dalla Buena Vista International insieme a La grande prateria.
Nel 2006 è stato distribuito in DVD, con gli altri documentari della serie La natura e le sue meraviglie, come parte della Walt Disney Legacy Collection.

### Date di uscita
- Stati Uniti (The Living Desert) – 9 novembre 1953
- Danimarca (Den levende ørken) – 30 agosto 1954
- Francia (Désert vivant) – 8 settembre 1954
- Svezia (Den levande öknen) – 6 ottobre 1954
- Italia (Deserto che vive) – 8 novembre 1954
- Giappone (Sabaku wa ikite iru) – 14 gennaio 1955
- Uruguay – 28 gennaio 1955
- Finlandia (Erämaa elää) – 4 febbraio 1955
- Irlanda (The Living Desert) – 11 febbraio 1955
- Portogallo (O Deserto Maravilhoso) – 14 marzo 1955
- Spagna (El desierto viviente) – 16 settembre 1955

### Edizione italiana
La versione italiana del film documentario è stata curata da Roberto De Leonardis per la DEAR Film; il doppiaggio venne eseguito dalla C.D.C. presso la Fono Roma.

## Accoglienza
Il film incassò circa 5 milioni di dollari a fronte di un costo di 300.000 dollari. Nonostante i premi ricevuti fu criticato da alcuni recensori che,  come riportò il New York Times, giudicarono negativamente l'aver antropomorfizzato gli animali ripresi.

## Riconoscimenti
- Premio Oscar 1954
Miglior documentario a Walt Disney
- Golden Globe 1954
Premio speciale a Walt Disney
- Festival internazionale del cinema di Berlino 1954
Grande targa d'oro a James Algar
- Festival di Cannes 1954
Prix International a James Algar
Menzione speciale alla troupe
Candidatura al Grand Prix a Walt Disney e James Algar
- BAFTA Awards 1955
Candidatura allo Special Award

## Colonna sonora
La colonna sonora è stata pubblicata nel 1964 dalla Buena Vista Records insieme a quella del documentario La grande prateria, diretto da James Algar nel 1954.

### Tracce
Da Deserto che vive:
1. Main Title
2. Denizens of the Desert
3. Scorpion Square Dance
4. The Sidewinder Crawl
5. More Desert Characters
6. The Wasp and the Tarantula
7. The Desert Blooms and End Title

Da La grande prateria:
1. Buffalo Theme, Prairie Home, Bird's Homecoming
2. Bird Dances
3. The Buffalo
4. The Coyote and the Prairie Dog
5. Stampede, Prairie Fire, the Rains, Winter Finale